# Szabó Antal (mérnök)
Szabó Antal (Debrecen, 1943. február 18.) magyar műszer- és szabályozástechnika szakos mérnök, digitális félvezetős elektronika szakmérnök, az automatika tudományok doktora, a menedzsment tudományok diplomása, nyugalmazott ENSZ regionális tanácsos, a magyar Mérnökakadémia tagja, a Közép- és Kelet-európai Vállalkozáskutatási és -oktatási Hálózat: az ERENET tudományos igazgatója.

## Tanulmányok
Középiskolája a debreceni Fazekas Mihály Gimnázium volt.
1965-ben végzett a moszkvai Gubkin Kőolaj és Földgázipari Egyetemen. 1972-ben Digitális félvezetős elektronika szakmérnöki címet szerzett a Budapesti Műszaki Egyetemen, majd 1975-ben ugyanott doktorált automatika elemek tudományokból. 1977-ben az országos Ösztöndíjtanács támogatásával három hónapos rendszertechnikai és menedzsment továbbképzésben részesült a kanadai Carleton University-n, majd 1986-ban másfél hónapos világbanki menedzserképzőn vett részt Kanadában a University of Western Ontario-n. 1992-ben Menedzsment tudományok diplomát kapott a Számalk-Buckinghamshire College-en.

## Életpályája
Ipari és Államigazgatási tapasztalatok
- 1966-1973 - a Dunai Kőolajipari Vállalat osztályvezetője.
- 1973-1984 - az Mechanikai Mérőműszerek Gyára - MMG Automatika Művek Műszaki és gazdasági tanácsadója és a Kutató és Fejlesztő Intézet Igazgatója.
- 1984-1985 - a VBKM Villamos Berendezés és Készülék Művek kereskedelmi igazgatóhelyettese.
- 1986-1987 - az Ipari és Kereskedelmi Minisztérium miniszteri tanácsosa.
- 1989-1990 - a Tungram RT Kutató Intézet igazgatója, majd Műszaki igazgatóhelyettese.
- 1990-1994 - az Ipari és Kereskedelmi Minisztérium tanácsosa és főosztályvezetője.

Nemzetközi Munkásság
1985 és 1994 között az "ENSZ Iparfejlesztési Szervezet" – UNIDO – szakértőjeként műszaki szakértő és oktató volt a fejlődő országokban (India, Kína, Kuba, Pakisztán). Indiában – Bombay és New Delhi - négy hónapig, Pakisztánban – Iszlamabad és Lahor – 5 hónapig dolgozott. Az UNIDO Magyar Nemzeti Bizottság titkáraként irányította a magyar önkéntes hozzájárulás projektjeit.
1994 – 2005 között a genfi "Egyesült Nemzetek Európai Gazdasági Bizottság" Ipari szerkezetátalakítási és technológiai regionális tanácsosa (1997-ig), majd Vállalkozásfejlesztési és KKV szektor regionális tanácsos. Az átmeneti gazdaságú országok legfelsőbb kormányszerveivel való folyamatos kapcsolattartás és tanácsadás vállalkozás-fejlesztési és kereskedelemfejlesztési politikák kidolgozásában, együttműködés az ENSZ szakosodott szervezeteivel (ILO, UNCTAD, WIPO, Világbank), a WTO-val, az Európai Bizottság-gal, az OECD-vel, EBESZ-el és az USA kormányával, valamint magas szintű nemzetközi konferenciák és műhelymunkák szervezése és rendezése. Az ENSZ EGB kapcsolattartója az Európai Bizottsággal, a Közép-Európai Kezdeményezés (CEI) és a Fekete-tengeri Gazdasági Együttműködés Szervezet (BSEC) titkárságaival. A hazai Ipari és Kereskedelmi Minisztérium, majd Gazdasági Minisztérium felsővezetése részére tanácsadás. Végig a Minisztérium állományában maradt.

## Tagságok és megbízatások
- A Magyar Mérnökakadémia tagja (1995-től).
- A Műszaki és Természettudományi Egyetemek Egyesületek Szövetségének szakújságírója (2006-tól).
- A marosvásárhelyi Petru Maior Egyetem meghívott vendégprofesszora (2007- 2010 között).
- Az Európai Kisvállalkozási Szövetség – European Small Business Alliance – ERENET képviselője (2007-től).
- A német Kis- és Közepes Vállalkozások Szövetségének – UMU – tiszteletbeli tagja (2008).
- A szerb Gazdasági Tudományok Intézetének – Institute of Economic Sciences – kültagja (2009-től).
- A Fekete-tengeri Gazdasági Együttműködési Szervezet főtitkárhelyettes és a Konrad Adenaur Stiftung ankarai megbízott tanácsosa KKV-fejlesztéspolitikai kérdésekben (1997-től folyamatosan)